# 4413 Міцерінос
4413 Міцерінос (4413 Mycerinos) — астероїд головного поясу, відкритий 24 вересня 1960 року.
Тіссеранів параметр щодо Юпітера — 3,543.